# Thesium subnudum
Thesium subnudum är en sandelträdsväxtart som beskrevs av Otto Wilhelm Sonder. Thesium subnudum ingår i släktet spindelörter, och familjen sandelträdsväxter. Utöver nominatformen finns också underarten T. s. foliosum.